# パク・ヒュンスン
パク・ヒュンスン（Park Hyunsun、1988年1月22日）は韓国の女子アーティスティックスイミング選手。
2009年にローマで開催された世界水泳選手権に出場し、ソロとデュエットのフリールーティンと、テクニカルルーティンの4種目に出場し、ソロのフリールーティンで決勝に進出し12位になっている。
2012年ロンドンオリンピックには妹のパク・ヒュンハとのデュエットで出場